# Río La Vieja
Der Río La Vieja ist ein Fluss in den kolumbianischen Departements Quindío, Valle del Cauca und Risaralda. Es ist ein wichtiger Nebenfluss des Río Cauca.

## Flusslauf
Der Fluss entsteht durch den Zusammenfluss des Río Quindío und des Río Barragán in einem Gebiet, das als Valle de Maravelez bekannt ist. Der Río Quindío und Río Barragán entspringen in den Ausläufern des Vulkans Nevado de Quindío auf dem Gebiet der Gemeinde Salento (mehr als 4.000 Meter über dem Meeresspiegel) bzw. in Génova (3.000 Meter über dem Meeresspiegel).
Der Fluss hat eine Länge von etwa 105 Kilometern und fließt in nordwestlicher Richtung, bis er etwa 7 Kilometer nordwestlich von Cartago auf den Río Cauca trifft. Zu den wichtigsten Nebenflüssen zählen der Río Roble, Río Consota, Río Barbas, Río Espejo und Río Pijao. Der Río La Vieja bildet die Grenze zwischen den Departements Quindío und Valle del Cauca, Es bildet auch einen Teil der Grenze zwischen Risaralda und Valle del Cauca.
„La Vieja“ bedeutet übersetzt „Alte Frau“. Der Name soll von dem spanischen Siedler Don Miguel Muñoz herstammen, da ihm am Fluss eine alte Frau sein Gold stahl.

## Hydrologie
Das Flusseinzugsgebiet hat eine Fläche von 2.925 Quadratkilometern (1.129 Quadratmeilen) und umfasst das gesamte Departement Quindío. Obwohl Cartago die einzige Großstadt ist, die direkt am Fluss liegt, liegen die Städte Armenia und Pereira im zugehörigen Wassereinzugsgebiet. Der durchschnittliche Flussdurchfluss beträgt 92 Kubikmeter pro Sekunde (3.200 cu ft/s). Der Untergrund des Flusses ist durch Sand, Stein und stellenweise zersetztes organisches Material oder Geröll strukturiert. Im unteren Teil des Flusses liegt der durchschnittliche pH-Wert das ganze Jahr über bei 6,5.

## Nutzung
Zur Freizeitnutzung des Flusses gehört zunehmend die Touristenaktivität Rafting, bei der Gruppen von bis zu 16 Personen in großen Flößen aus Guadua den langsam fließenden Fluss erkunden. Die meisten dieser Ausflüge starten in Puerto Samaria, zu Montenegro (Quindío) gehörend und erreichen Puerto Alejandia im benachbarten Quimbaya. Die Zahl der Teilnehmer ist von 400 im Jahr 2000 auf über 11.000 im Jahr 2003 gestiegen, und mindestens ein Dutzend Firmen bieten diesen Service an.

## Erhaltungszustand/Gefährdung
Der Río La Vieja führt durch die Kaffeeregion, die zu den Regionen mit der größten Erdbebengefahr in Kolumbien zählt und von mehreren Erdbeben mit Stärken über 6,0 heimgesucht wurde.
Das größte Problem, das gelöst werden muss, ist der besorgniserregende hohe Grad der Verschmutzung und Sedimentation des Flusses auf seiner gesamten Länge, insbesondere aber an seiner Mündung in den Río Cauca. Besonders die Stadt Cartago trägt maßgeblich zu dieser Problemlage durch die Ableitung ihres Wassers in den Fluss bei. Dazu kommen größere Mengen an Restmüll.
Mit der wirtschaftlichen/landwirtschaftlichen Entwicklung hat sich das Becken des Río La Vieja zu einem dicht besiedelten Gebiet des Landes entwickelt, was zu großen Veränderungen und Druck auf die natürlichen Ressourcen der Region geführt hat.

## Umgebung
Die Ufer der Bäche und sind überwiegend mit Strauchvegetation bedeckt, während der Río La Vieja und seine Hauptzuflüsse von Sandstränden, Baumvegetation mit überwiegend Guadua-Bambus und Kikuyu-Gras (Poaceae) bewachsen sind. Das Gras dient vor allem der Rinderzucht.